# Судобовка
Судобовка — микрорайон в составе города Жодино. До 1964 года деревня в Жодинском сельсовете Смолевичского района Минской области.

## История
До 1964 года деревня в Жодинском сельсовете Смолевичского района Минской области Белоруссии. С 1964 года вошла в состав Жодино, где стала микрорайоном.

## Известные личности
Иван Семашко (род. 3 марта 1914 года, умер в 1998 году) — ветеран Великой Отечественной войны